# Neolamprologus meeli
Neolamprologus meeli là một loài cá trong phân họ Pseudocrenilabrinae. Nó là loài đặc hữu của Hồ Tanganyika, nơi nó được tìm thấy ở các vùng nước của Burundi, Cộng hòa Dân chủ Congo, Tanzania, và Zambia.